# Hsey Tin
Hsey Tin es una comuna o municipio del departamento de Boumdeid, en la región de Assaba, en Mauritania. En marzo de 2013 presentaba una población censada de 1749 habitantes.
Se encuentra ubicada al sur del país, sobre el desierto del Sahara, cerca de la frontera con Senegal y Malí.